# Doithrix
Doithrix is een muggengeslacht uit de familie van de Dansmuggen (Chironomidae).

## Soorten
- D. barberi Saether and Sublette, 1983
- D. dillonae Cranston and Oliver, 1988
- D. ensifer Saether and Sublette, 1983
- D. hamiltoni Saether and Sublette, 1983
- D. parcivillosa Saether and Sublette, 1983
- D. villosa Saether and Sublette, 1983